# Bedknobs and Broomsticks
Bedknobs and Broomsticks (lit. «Boliches y escobas», La bruja novata en España y Travesuras de una bruja en Hispanoamérica) es una película que combina la animación con la imagen real, producida por Walt Disney Productions y estrenada en el año 1971. La película está basada en dos libros de Mary Norton, The Magic Bed-Knob (1943) y Bonfires and Broomsticks (1945), los cuales fueron más tarde publicados como un solo libro bajo el título de Bed-Knob and Broomstick (1957). El estudio había comprado los derechos para producir una adaptación cinematográfica de la obra en el caso de que Mary Poppins (1964) fracasase. Sin embargo, la película de 1964 fue un gran éxito y aun así Bedknobs and Broomsticks fue llevada a cabo. Logró éxito por parte de la crítica, si bien financieramente no alcanzó las expectativas. También recibió un Premio Óscar por los "mejores efectos visuales" en 1971. Las canciones de la película fueron escritas por los hermanos Richard M. Sherman y Robert B. Sherman, quienes trabajaron también en Mary Poppins, Chitty Chitty Bang Bang y El libro de la selva.
A pesar de ser un largometraje estrenado cinco años después de fallecer Walt Disney, Bedknobs and Broomsticks es considerado un clásico honorífico de Disney junto a Canción del sur y Mary Poppins. También es el último largometraje del estudio en ser producido durante la dirección empresarial de Roy O. Disney antes de su fallecimiento en 1971. Asimismo, la película también ha recibido el distintivo de "clásico tardío", muy estrechamente vinculado con el período de la era dorada de Hollywood.

## Sinopsis
Durante la Segunda Guerra Mundial, en el año 1940, Eglantine Price (Angela Lansbury), una mujer soltera y recia, se ve obligada a alojar en su casa (muy a su pesar) a Carrie, Paul y Charlie Rawlins, tres niños evacuados durante el Blitz de Londres. Pero nadie sospecha es que es en realidad una aprendiz bruja que recibe las lecciones por correspondencia. Los niños lo descubren y, a cambio de su silencio, les regala un boliche con el que podrán viajar a cualquier lugar a bordo de una antigua cama. A consecuencia de la guerra, la "Academia de brujería de Emilius Browne" (David Tomlinson) en Londres se ve obligada a cerrar, sin poder remitirla la lección más importante, "La Locomoción Sustitutiva". Eglantine decide visitar junto a los niños al profesor Browne en Londres, para que le proporcione la última lección, inoportunamente perdida de un viejo libro de hechizos. Juntos buscarán el conjuro con el que Price podría acabar definitivamente con la guerra. Dicha búsqueda les lleva al barrio londinense de "Portobello Road", donde, tras buscar sin éxito, son abordados por un grupo de secuaces, que les llevan a presencia de un mago rival del profesor Browne, que también busca el conjuro, y que tiene otra parte del libro mágico, en la que tampoco se encuentra. Curiosamente, es el pequeño Paul Rawlins quien tiene la solución al problema, con su libro infantil, "La Isla de Nabubu", escrito por el legendario mago Astor, escritor también del libro mágico. Los habitantes de la Isla de Nabubu son animales con los que Astor experimentó de forma algo cuestionable y cruel, adquiriendo éstos la capacidad de hablar. Antes de escapar de él, los animales le robaron a Astor su colgante mágico de estrella, que contenía el conjuro de "Locomoción Sustitutiva", así que el grupo se apresura a viajar a la isla, y le roba el colgante al rey, tras un estrafalario partido de fútbol. Nuevamente en Inglaterra, y tras varios sucesos, que incluyen un conflicto entre Eglantine y el profesor Browne, su reconciliación después, y la detención de la bruja por parte de fuerzas del Ejército, todos consiguen hacer funcionar el conjuro, aunque el lado amargo es que la casa de Eglantine queda destruida, junto con todas sus herramientas mágicas, lo que la inhabilita para siempre para ser bruja. Al final, Eglantine se da cuenta de que se ha enamorado del profesor Browne, y del gran amor que también ha desarrollado por los tres hermanos Rawlins, así que decide adoptar legalmente a los chicos, y casarse con Browne, que a su vez decide apuntarse como refuerzo voluntario en el ejército inglés, para defender a su país (aunque ama a Eglantine tanto como lo ama ella a él, claro). La película acaba con Browne saliendo de misión hacia el horizonte, y con los niños pensando, soñadores, en las aventuras vividas, y en el futuro.

## Reparto original
- Eglantine Price - Angela Lansbury
- Emelius Browne - David Tomlinson
- Mr. Rowan Jelk - Roddy McDowall
- Mrs. Jessica Hobday – Tessie O'Shea
- Bookman - Sam Jaffe
- Coronel Heller - John Ericson
- Swinburne - Bruce Forsyth
- Carrie Rawlins- Cindy O'Callaghan
- Paul Rawlins- Roy Snart
- Charlie Rawlins- Ian Weighill

## Premios
Un Óscar por los "mejores efectos visuales" en 1971.

Nominaciones a los Oscar:

-Mejor canción original: La edad de la incredulidad (Richard M. Sherman, Robert B. Sherman)

-Mejor diseño de vestuario:(Bill Thomas)

-Mejor banda sonora:

-Mejor dirección artística:
También tuvo una nominación a los Globo de Oro en la categoría de Mejor actriz - Comedia o musical para Angela Lansbury.

## Canciones
- "La guarda territorial" ("The Old Home Guard")
- "La edad de la incredulidad" ("The Age of Not Believing"), Nominada al Oscar a la mejor canción original.
- "Portobello Road"
- "En el fondo misterioso del mar" ("Beautiful Briny Sea"). Fue compuesta originalmente por los hermanos Sherman para la película "Mary Poppins".
- "Eglantine/No me decepciones" ("Eglantine/Don't Let Me Down")
- "La locomoción substitutiva" ("Substitutiary Locomotion")

### Temas eliminados
La siguiente es una lista de las canciones ausentes en las versiones internacionales que se encuentran en la versión completa original y la reconstrucción de la película en 1996:
- "A Step in the Right Direction" (trad. "Un paso en la dirección correcta") - Este tema formó parte de la versión original de 1971 de la película, y posteriormente fue eliminada por la duración excesiva del metraje. La escena no se pudo recuperar para la reconstrucción de la película ya que el filme se encuentra perdido. Sin embargo, se puede escuchar en la película en versión instrumental cuando la señorita Price realiza el vuelo con la escoba.
- "With a Flair" (trad. "Con estilo")
- "Solid Citizen" (trad. "Ciudadano sólido") - Este tema fue escrito pero nunca utilizado por completo en ninguna versión de la película. El segmento cantado por Eglantine durante "Eglantine/Don't Let Me Down" utiliza segmentos de esta canción.
- "Nobody's Problems" (trad. "Los problemas de nadie")
- "The Fundamental Element" (trad. "El elemento fundamental") - Esta canción nunca formó parte de la película en ninguna versión. En ella, Eglantine Price cantaba sobre el elemento que le impedía ser una auténtica bruja: la habilidad de odiar.

## Reparto y actores de doblajes
| Personajes                        | EE. UU. (1971)    | Actor de doblaje en España(1972) | Actor de doblaje en México(1986) |
| --------------------------------- | ----------------- | -------------------------------- | -------------------------------- |
| Srta. Eglantine Price             | Angela Lansbury   | Elsa Fábregas                    |                                  |
| Srta. Eglantine Price (canciones) | Angela Lansbury   | Lita Torelló                     |                                  |
| Emilius Browne                    | David Tomlinson   | Felipe Peña                      | Luis Puente                      |
| Carrie Rawlins                    | Cindy O'Callaghan | María José Pons                  | María Fernanda Morales           |
| Charlie Rawlins                   | Ian Weighill      | Carlos Julià                     | Raúl Aldana                      |
| Paul Rawlins                      | Roy Snart         | Jordi Pons                       |                                  |
| Coronel Heller                    | John Ericson      | Constantino Romero               | Arturo Mercado                   |
| General Teagler                   | Reginald Owen     | Rafael Luis Calvo                | Guillermo Romo                   |
| El librero                        | Sam Jaffe         | Rogelio Hernández                | Guillermo Romo                   |
| Oso Pescador                      | Dal McKennon      | José María Angelat               | Francisco Colmenero              |
| Reverendo Rowan Jelk              | Roddy McDowall    | Antonio García Moral             |                                  |
| Rey Leonidas                      | Lennie Weinrib    | Pepe Mediavilla                  | Carlos Segundo Bravo             |
| Secretario Real                   | Lennie Weinrib    | Claudi García                    | Arturo Mercado                   |
| Sr. Bacalao                       | Robert Holt       | Miguel Ángel Valdivieso          |                                  |
| Sra. Jessica Hobday               | Tessie O'Shea     | Enriqueta Linares                | Ángela Villanueva                |
| Swinburne                         | Bruce Forsyth     | Joaquín Díaz Muntané             | Arturo Mercado                   |
| Vendedor Portobello Road          | Ben Wrigley       | Fernando Ulloa                   |                                  |

Director del doblaje para España: Rafael Luis Calvo
Director del doblaje para México: Francisco Colmenero